# Valle de Valdelaguna
Valle de Valdelaguna é um município da Espanha, na província de Burgos, comunidade autónoma de Castela e Leão. Tem 92,66 km² de área e em 2021 tinha 194 habitantes (densidade: 2,1 hab./km²). Pertence à comarca de Sierra de la Demanda, e limita com os municípios de Barbadillo del Pez, Barbadillo de Herreros, Canales de la Sierra, Monterrubio de la Demanda, Huerta de Arriba, Neila, Quintanar de la Sierra, Castrillo de la Reina e Salas de los Infantes.